# Aderus bifasciatus
Aderus bifasciatus es una especie de coleóptero de la familia Aderidae. Fue descrita científicamente por Maurice Pic en 1897.

## Distribución geográfica
Habita en México.